# بیبی روث
بیبی روث یک شکلات آمریکایی است که حاوی بادام زمینی و کارامل است.

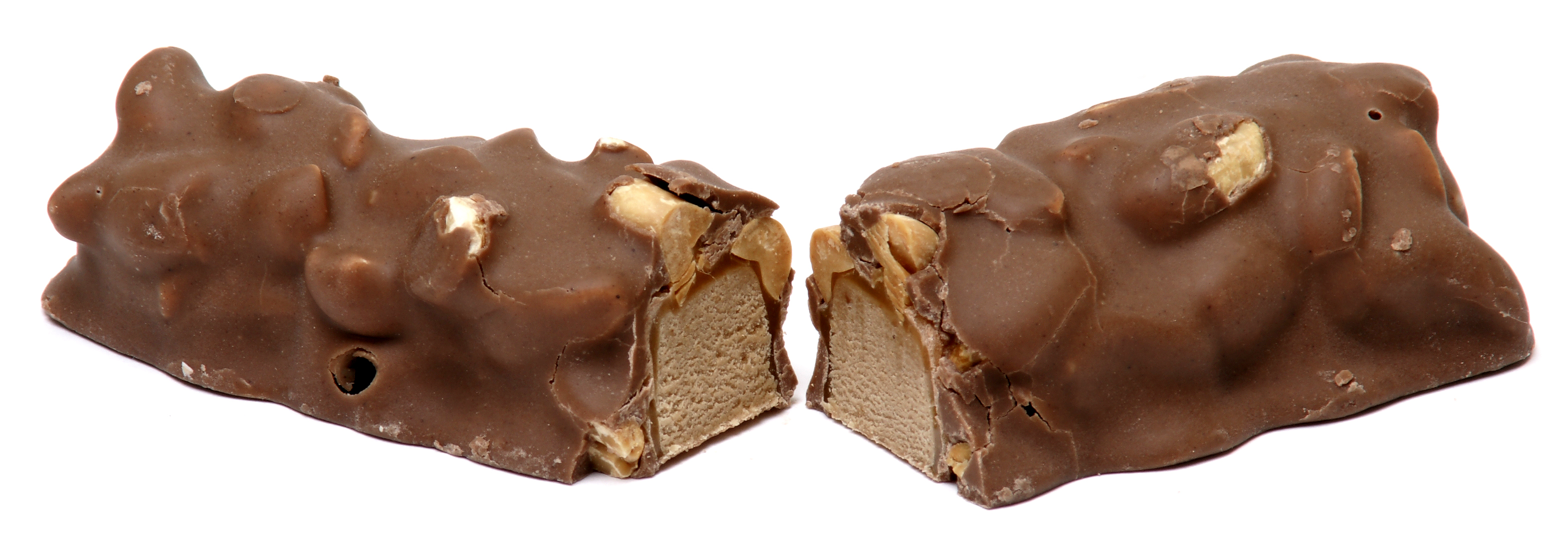

نام شکلات شباهت زیادی به نام بازیکن بیسبال مشهور بیب روث دارد